# Cardamine pentaphyllos
Cardamine pentaphyllos là một loài thực vật có hoa trong họ Cải. Loài này được (L.) Crantz mô tả khoa học đầu tiên năm 1769.